# Lebak Budi (Tanjung Agung)
Lebak Budi is een bestuurslaag in het regentschap Muara Enim van de provincie Zuid-Sumatra, Indonesië. Lebak Budi telt 2323 inwoners (volkstelling 2010).